# Jason Burnett
Jason Nicholas Burnett (Toronto, 16 dicembre 1986) è un ginnasta canadese vincitore della medaglia d'argento ai Giochi olimpici di Pechino 2008 nel trampolino elastico.

## Palmarès
- Giochi olimpici estivi

Pechino 2008: argento nel trampolino elastico.
- Mondiali

San Pietroburgo 2018: bronzo a squadre miste.
- Giochi panamericani

Rio de Janeiro 2007: argento individuale.